# Escadron de sécurité incendie et de sauvetage
 (mars 2022).
Si vous disposez d'ouvrages ou d'articles de référence ou si vous connaissez des sites web de qualité traitant du thème abordé ici, merci de compléter l'article en donnant les références utiles à sa vérifiabilité et en les liant à la section « Notes et références ».
L'Escadron de sécurité incendie et de sauvetage (ESIS) est une unité opérationnelle située sur une base aérienne de l'armée de l'Air et de l'Espace. Cette unité est principalement chargée d'assurer les missions de secours d'urgence (sauvetages, lutte contre les incendies...). L'escadron est le format d'une unité constituée de l'armée de l'Air et de l'Espace.
Elle est composée de militaires (Aviateurs), spécialistes de la sécurité incendie et du risque NRBC (pompiers). Leur statut implique qu'ils œuvrent tant sur le territoire national (TN) qu'à l'étranger, sur les sites d'opérations extérieures.

## Chaîne de commandement
Au niveau de la base aérienne, le commandant de l'ESIS est subordonné au chef du groupement d'appui à l'activité (GAA) lui-même subordonné commandant de la base aérienne.
Le commandement organique d'appartenance de tous les ESIS est la Brigade des pompiers de l'air, située sur la base aérienne 120 de Cazaux.

## Missions opérationnelles
- Sécurité incendie et sauvetage (mission "Crash Fire and Rescue") au profit de l'activité aéronautique de la base aérienne ;
- Protection des Installations AéroPortuaires (mission "PIAP") ;
- Secours aux personnes (en renfort du centre médical des armées pour la plupart des bases) ;
- Sécurité nucléaire, au profit de l'activité de dissuasion nucléaire française ;
- Défense NRBC spécialisée (nucléaire, radiologique, biologique et chimique) et risques technologiques (RT) ;
- Opérations diverses : risques animaliers, risques naturels (feux de forêt, inondations, tempêtes...).

Toutes ces missions sont destinées à assurer l'ensemble du spectre des missions de l'armée de l'Air et de l'Espace (dissuasion nucléaire, police du ciel, surveillance et protection de l'espace aérien français...). Les ESIS interviennent donc sur les emprises des bases aériennes où des sites où sont réalisés les missions ou les entraînements (opérations extérieures, renforts hors plateforme, exercices de grande ampleur...). 
Cependant, du fait de l'implantation de certaines bases aériennes en secteur rural ou très rural, un certain nombre d'ESIS est régulièrement amené à intervenir en coordination avec le SDIS local. Cette procédure, qui s'inscrit dans la règle des "4i" (Il peut être recouru aux armées lorsque les moyens de l’autorité civile sont estimés indisponibles, inadaptés, inexistants ou insuffisants), permet le déploiement rapide de premières unités d'intervention avant l'arrivée du SDIS. 
Par ailleurs, dans le cadre de la loi sur la non-assistance à personne en danger, les pompiers de l'air interviennent sans réquisition à proximité immédiate de la base aérienne pour porter assistance et secours à des personnes en détresse vitale ou sur des accidents qui pourraient mettre en danger la vie de personnes. A l'arrivée des moyens du SDIS, les pompiers de l'air se désengage ou se placent sous l'autorité du commandant des opérations de secours (COS), si l'intervention le nécessite. Dès que possible, les moyens de l'ESIS réintègrent la base aérienne pour limiter l'impact sur les missions opérationnelles de la base.

## Missions non opérationnelles
- Le commandant de l'ESIS est le conseiller du commandant de la base en matière de sécurité incendie. Il assure le commandement de l'escadron ;
- Le bureau opération est chargé de l'organisation du fonctionnement de l'ESIS : exercices, tour de service, opération extérieure (OPEX), etc. ;
- Le bureau instruction est chargé de l'instruction de tout le personnel de l'ESIS mais également de celle de tout le personnel de la base en matière de prévention et de sécurité incendie. La cellule secourisme base est dans la plupart des cas assurée par ce bureau ;
- Le bureau NRBC est chargé de la préparation et de coordination dans la mise en œuvre de la composante NRBC de l'unité ;
- Le bureau matériels de première intervention (MPI) est chargé de la mise en place et de la vérification de tous les matériels de sécurité incendie de la base ;
- Le bureau technico-logistique est chargé de l'administration technique de l'unité ;
- Le bureau matériels roulants et lourds (MRL) est chargé du suivi et de l'entretien des véhicules incendie de la base ;
- Le bureau matériels divers et équipement spéciaux (MDES) est chargé de l'entretien et de la vérification du matériel incendie qui implique directement les pompiers : réseau d'eau, échelles, appareil respiratoire isolant, etc.

## Effectifs et moyens des ESIS
Les effectifs et les moyens des ESIS diffèrent selon le type de missions qui sont confiées à chaque base aérienne ainsi que du niveau de protection aéronautique (NPA) de chacune d'entre-elles. Ce niveau est déterminé par l'avion le plus dimensionnant de la plateforme aéronautique (Rafale, A400M ...). 
Les membres du personnel sont appelés pompiers de l'armée de l'Air et de l'Espace ou pompiers de l'air.

### ESIS des BAVN
Les ESIS implantés sur des bases aériennes à vocation nucléaire (BAVN) sont des unités composées d'un peu plus d'une centaine de pompiers militaires. Leur structure de commandement est composée de quatre voire cinq officiers (un commandant, un capitaine et deux lieutenants). ils sont renforcé par quatre major ou adjudant-chef.  Il s'agit des ESIS de Saint Dizier, Istres et Avord.

### ESIS des BAVI
Les ESIS implantés sur les bases aériennes à vocation intervention NRBC (BAVI), sont des unités composées en moyenne de 75 pompiers militaires. Leur structure de commandement est composée de deux officiers (un capitaine et un lieutenant) et de deux sous-officiers cadre de maîtrise (adjudant-chef). Il s'agit des ESIS de Evreux, Villacoublay, Orange, Cazaux, Orléans, Nancy et Lyon.

### ESIS des BSAD
Les ESIS implantés sur des bases de soutien à l'activité de dissuasion sont des unités composée d'un effectif qui varie entre 50 et 70 pompiers militaires. Leur structure de commandement est en général composée d'un capitaine et d'un major. Ils sont tous deux renforcés par deux adjudants-chefs. Il s'agit des ESIS de Luxeuil, Mont-de-Marsan, Solenzara.

### ESIS des autres bases aériennes et de détachement Air
Les ESIS situés sur ces bases aériennes disposent d'un effectif d'environ 45 pompiers militaires. Leur structure de commandement est en général composée d'un major et de trois sous-officiers cadre de maîtrise (adjudant-chef). Il s'agit des ESIS de Salon-de-Provence, Tours (Cinq-Mars-La-Pile) Cognac et Romorantin.

### ESIS des sites outremer et OPEX
Ces ESIS sont dimensionné selon le type de missions qui leur sont confiées.

## Moyens matériels

### Secours/incendie

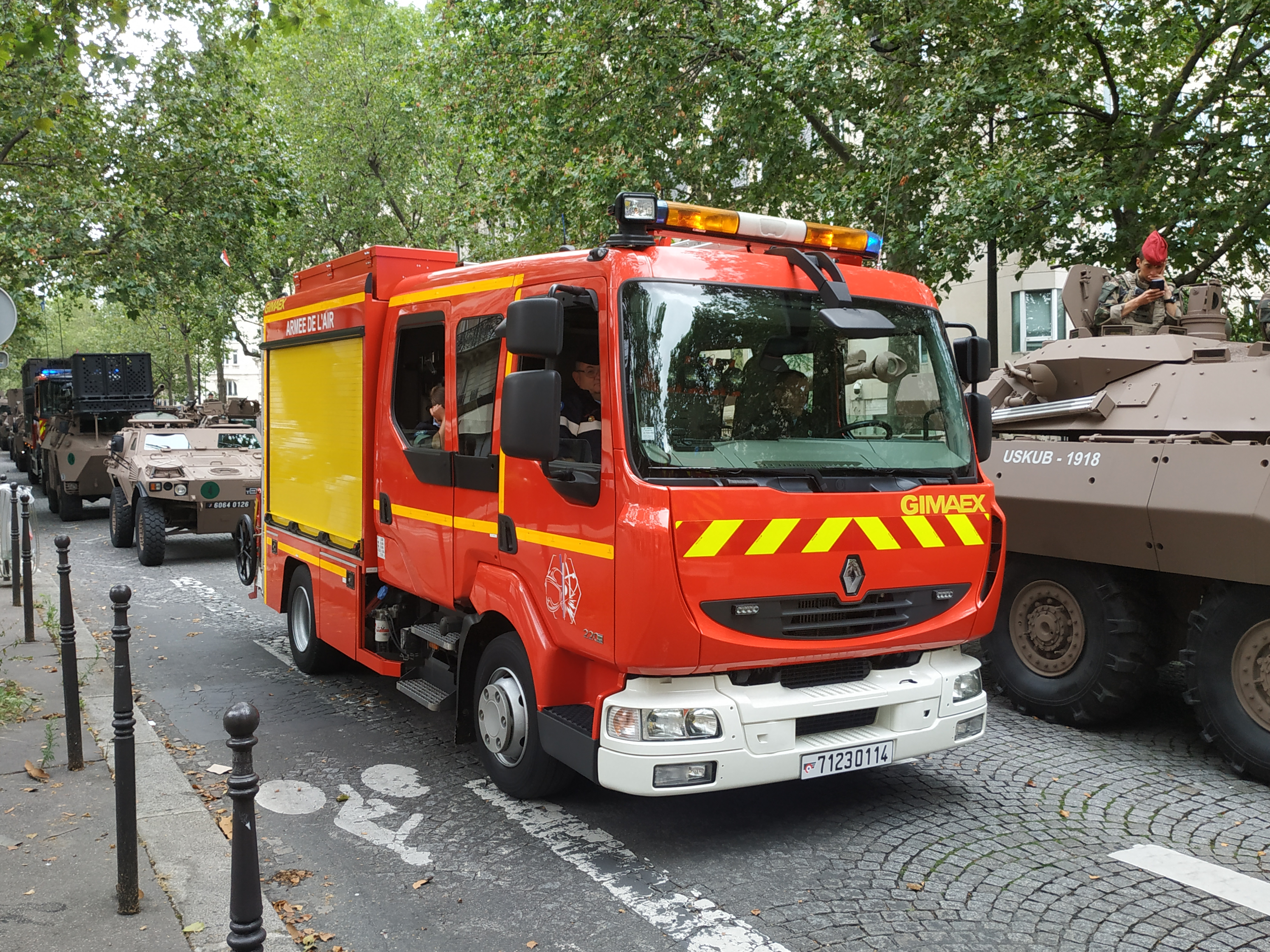
FPTL de la Brigade des pompiers de l'air.

VSAV : Véhicules de secours et d’assistance aux victimes utilisé pour les secours à personnes - fournis par le service médical des armées ;
FPTL : Fourgon-pompe tonne léger utilisé pour les interventions incendie dans le cadre de la protection des installations aéroportuaires (PIAP) ;
CCRM : Camion-citerne rural moyen utilisé pour les interventions incendie dans le cadre de la protection des installations aéroportuaires (PIAP) en outre-mer et en opération extérieure ;
VMA 108 et VMA 108 NG : Véhicule mousse aérodrome de type 108 utilisé sur les plateformes aéronautiques dans le cadre de la mission crash fire and rescue ainsi que de la sécurité nucléaire. Le modèle NG dispose de la capacité à être projeté en opération extérieure ;

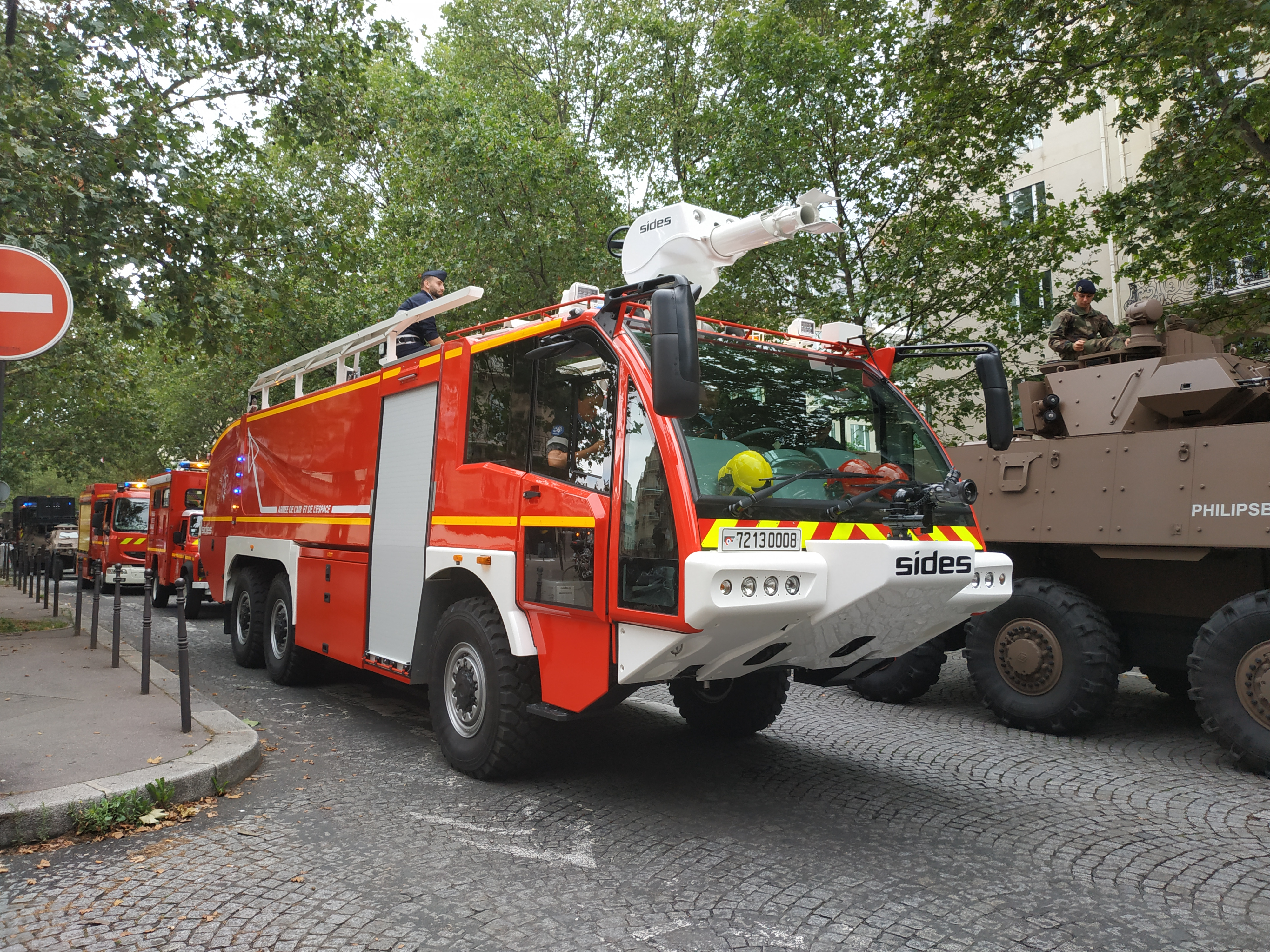
VMA 108 NG de la Brigade des pompiers de l'air.

VSA : Véhicule de secours aéronautique utilisé dans le cadre du sauvetage aéronautique et de la désincarnation ;
VPC : Véhicule poste de commandement utilisé par l’officier commandement de niveau chef de groupe.

### SN/NRBC
SyMoDA : Système mobile de décontamination aéronautique utilisé pour la décontamination d’aéronefs ou de véhicules légers ;
CeRPe : Centre de reconditionnement du personnel déployé dans le cadre de la décontamination du personnel militaire ou civil ;

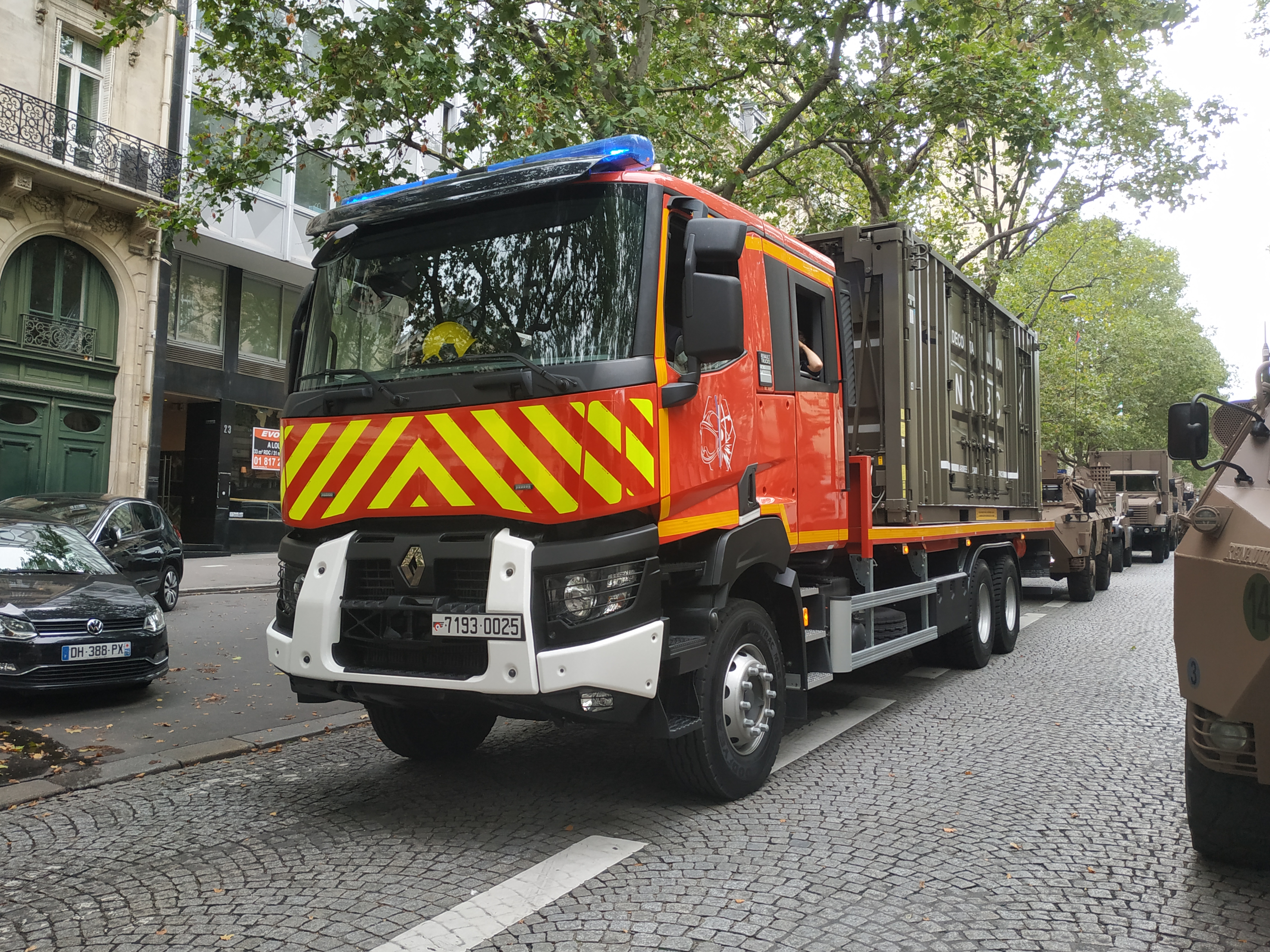
VPCe et CeRPe de la Brigade des pompiers de l'air.

UMD : unité mobile de décontamination déployé sur les bases à vocation nucléaires ;
PC NABOUCO[1] : poste de commandement NRBC projetable capable d’être déployé sous ambiance toxique pour assurer le commandement et le contrôle (C2) d’une intervention ou d’une opération NRBC ;
Véhicule Porte Cellule : véhicule plateau capable de déployer rapidement une chaine de décontamination ou un poste de commandement NRBC sur une zone d’intervention ;

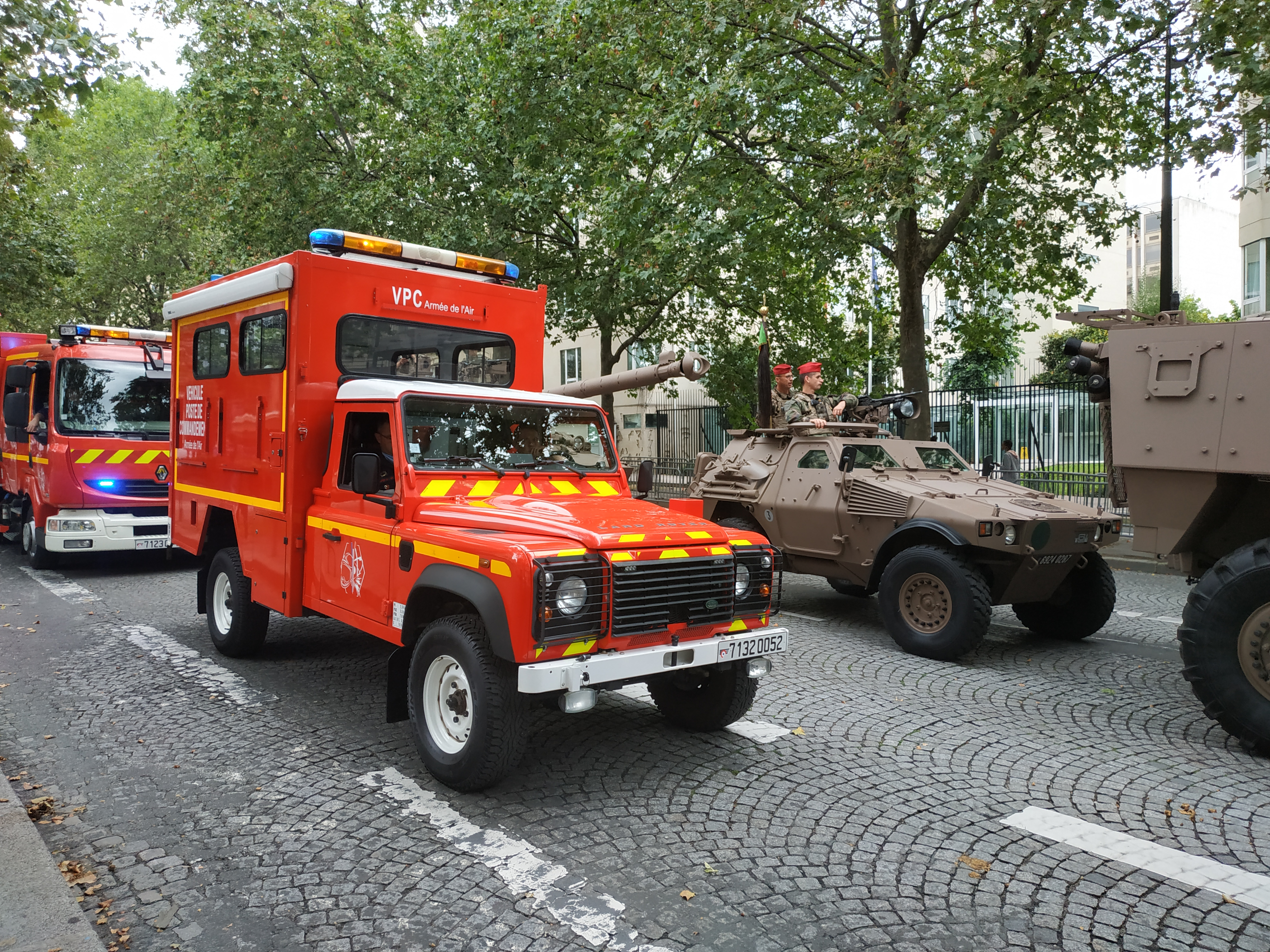
VPCSN de la Brigade des pompiers de l'air.

VPC-SN : Véhicule poste de commandement/véhicule de détection. Ce véhicule 4x4 dispose d’une cellule arrière pouvant accueillir 3 militaires dont un chef de groupe/chef de section NRBC dans le cadre de la gestion des opérations.